# Cryptamorpha
Cryptamorpha is een geslacht van kevers uit de familie van de spitshalskevers (Silvanidae). De wetenschappelijke naam werd in 1854 gepubliceerd door Thomas Vernon Wollaston.
Cryptamorpha is een kosmopolitisch geslacht met, in 2009, 29 beschreven soorten. Het zijn kleine kevers (enkele mm lang) met langwerpige dekschilden.